# Каменная Речка
Каменная Речка — село в Троицком районе Челябинской области. Посёлок в составе Ключевского сельского поселения.

## География
Расположено в южной части района, на берегу реки Уй. Рельеф — равнина (Западно-Сибирская низменность); ближайшие высоты — 188 и 205 м. Ландшафт — степь.

## История
Поселок основан в 1924. В 1929 жители организовали колхоз, который с 1935 носил название «Колхоз им. Кирова».
В 1951 на территории Каменная Речка разместилась бригада колхоза «Большевик», в 1957 — отделение совхоза «Ключевский».
С 1966 в поселке располагались центральная усадьба и 1-е отделение совхоза «Каменский», ныне — с.-х. предприятие «Каменское».

## Археология
Каменная речка III, поселение, археологический памятник. Находится в 1,5 км к Северо-Западу от посёлка Каменная Речка Троицкого района, на левом берегу реки Уй.
Поселение открыто в 1994, частично разрушено в ходе строительства мостового перехода. Ориентировочная площадь памятника 10 000 м2; площадка перекрыта стерильным слоем (до 0,7 м) аллювиальных отложений.
В ходе раскопок (площадь 130 м2) под руководством А. В. Епимахова обнаружен фрагмент 2 котлованов полуземляночных жилищ прямоугольной формы каркасно-столбовой конструкции. Жилища уничтожены пожаром. В границах строений (шириной 7—8 м) обнаружены наземные очаги и хозяйственные ямы. Найдены кости животных, в том числе КРС (свыше 50 %).
Находки металла представлены бронзовым 2-лезвийным ножом с упором, иглой, спиралевидными окончаниями браслетов, слитками и др. Коллекция керамических сосудов характеризуется сочетанием черт фёдоровской культуры и позднего этапа алакульской культуры. Памятник датирован эпохой позднего бронзового века (2-я половина 2 тысячелетия до н. э.).

## Население
| 2002 | 2010 |
| ---- | ---- |
| 776  | ↘642 |

(в 1926 — 80, в 1970—496, в 1995—800).

## Улицы
- Зелёная улица
- Механическая улица
- Набережная улица
- Новая улица
- Полевая улица
- Радиальная улица
- Центральная улица
- Школьная улица
- Южная улица